# جواو سواريز دا موتا نيتو
جواو سواريز دا موتا نيتو ((بالبرتغالية: João Soares da Mota Neto‏)) (مواليد 21 نوفمبر 1980 في البرازيل)، هو لاعب كرة قدم برازيلي يلعب مع أتلتيكو براغانتينو كمهاجم. بدأ جواو سواريز دا موتا نيتو مسيرته الرياضية عام 1997 مع نادي سيارا.

## وصلات خارجية
- جواو سواريز دا موتا نيتو على موقع دوري كوريا الجنوبية (الإنجليزية)
- جواو سواريز دا موتا نيتو على موقع Soccerway.com (الإنجليزية)
- Mota at Sambafoot
- CBF (بالبرتغالية)